# Kamenica (Bojnik)
Kamenica (Bojnik) (em cirílico: Каменица) é uma vila da Sérvia localizada no município de Bojnik, pertencente ao distrito de Jablanica, na região de Pusta Reka. A sua população era de 200 habitantes segundo o censo de 2002.

## Demografia
| 1948 | 1953 | 1961 | 1971 | 1981 | 1991 | 2002 | 2011 |
| ---- | ---- | ---- | ---- | ---- | ---- | ---- | ---- |
| 666  | 695  | 649  | 541  | 458  | 364  | 276  | 200  |